# 深水灣徑
深水灣徑（英語：Deep Water Bay Drive）位於香港島南區深水灣，是深水灣道的支路，主要為一條行車線上下山道，附設行人路長街梯捷徑，當地只有兩處住宅建築物，命名為青巒和嘉名苑豪宅。

## 特色
壽臣山軍火庫位於南區深水灣徑18號，又名小香港，在第二次世界大戰前建成，至今70年以上歷史，現在已改建為酒窖及私人會所（Crown Wine Cellars），不過其地庫軍火倉、站崗等遺跡仍然保留，保育計劃獲得2007年聯合國教科文組織亞太區文物古蹟保護獎優異項目獎。 

## 鄰近
- 南島中學
- 香港仔郊野公園

## 外部參考
1. ↑  .   [2009-10-31]. （原始内容存档于2009-07-31）.
2. ↑  二次大戰遺物